# Рабаседа, Хавьер
Хавьер Рабаседа Бертран (англ. Xavier Rabaseda Bertran; родился 24 февраля 1989 года в Риполе, Жирона, Испания) — испанский профессиональный баскетболист, играющий на позиции атакующего защитника.

## Карьера

### Клубная
Рабаседа начал выступать за юношескую команду «Барселона», однако в 2007 году был отдан в фарм-клуб «Барселоны» — «Корнеллу». После двух лет выступлений «Корнелле» удалось выйти во вторую лигу испанского чемпионата, а игрока вернула основная команда. Несмотря на то, что Рабаседа нечасто получал игровое время в команде, ему удалось принять участие в победном финале Евролиги 2010 года в Париже.
В 2010 году Рабаседа был отправлен в аренду в «Фуэнлабраду». Несмотря на двухлетний контракт, его выступления (9 очков и 3 результативные передачи в среднем за матч) вновь привлекли внимание тренера «Барселоны» и игрок вновь был включен в заявку.

### Международная
В 2009 году Рабаседа выступал за молодёжную сборную Испании на Чемпионате Европы по баскетболу для юношей не старше 20 лет, в составе которой завоевал бронзовые медали. Кроме того, был включен в состав символической сборной турнира.
Чемпион мира 2019 года в составе национальной сборной.

## Достижения

### Международные
Испания :
- Бронзовый призёр Чемпионата Европы по баскетболу среди юношей до 20 лет (2009)

### Клубные
«Барселона» :
- Победитель Евролиги : 2010
- Чемпион Испании : 2012
- Обладатель Кубка Испании : 2010, 2013
- Обладатель Суперкубка Испании : 2009, 2011

 «Сан-Пабло Бургос»:
- Победитель Лиги чемпионов ФИБА : 2019/20, 2020/21

### Индивидуальные
Испания :
- Сборная Чемпионата Европы по баскетболу среди юношей до 20 лет (2009)